# Мровинский, Константин Иосифович
Константи́н Ио́сифович (Иосипович, Осипович) Мрови́нский (1828 — 9 (22) апреля 1917, Москва) — русский военный инженер, генерал-майор, участник героической обороны Петропавловска-Камчатского (1854 год) во время Крымской войны.

## Биография
Поступил в Главное инженерное училище в Санкт-Петербурге. После окончания в 1848 году трёхгодичных кондукторских классов (отделения) в числе лучших выпускников оставлен в училище для продолжения обучения в офицерских классах. В 1850 году выпущен поручиком в полевые инженеры.
Петропавловская оборона
Состоял при генерал-губернаторе Восточной Сибири Н. Н. Муравьёве в звании инженер-поручика, по приказу которого был направлен в распоряжение камчатского губернатора генерал-майора флота В. С. Завойко для обустройства батарей Петропавловского порта. 19 июня 1854 года транспорт «Двина» отправился из залива Де-Кастри, имея на борту десант в 350 солдат Сибирского линейного батальона под началом капитана 1 ранга А. П. Арбузова, две двухпудовые мортиры и 14 36-фунтовых пушек. 24 июля (5 августа) 1854 года «Двина» прибыла в Петропавловский порт.

«Число людей, которые могли быть употреблены на разные работы, простиралось всего до 500 человек. За исключением из этого числа людей, высылавшихся на портовые работы и необходимых для домашнего расхода, только около 300 чел. выходило на работы по устройству батарей. Из них отделялась часть для рубки хвороста на фашины, за 10 вёрст от города, — ближе годного хвороста не было; часть — на заготовку тачек, лопат, топоров, на пилку плах для платформ и проч. Затем, для земляной работы оставалось около 200 человек ежедневно. Итак, с этими довольно скудными средствами я приступил к усилению по возможности обороны…»— К. И. Мровинский «Укрепления Петропавловского порта в 1854 г. против англо-французской эскадры»

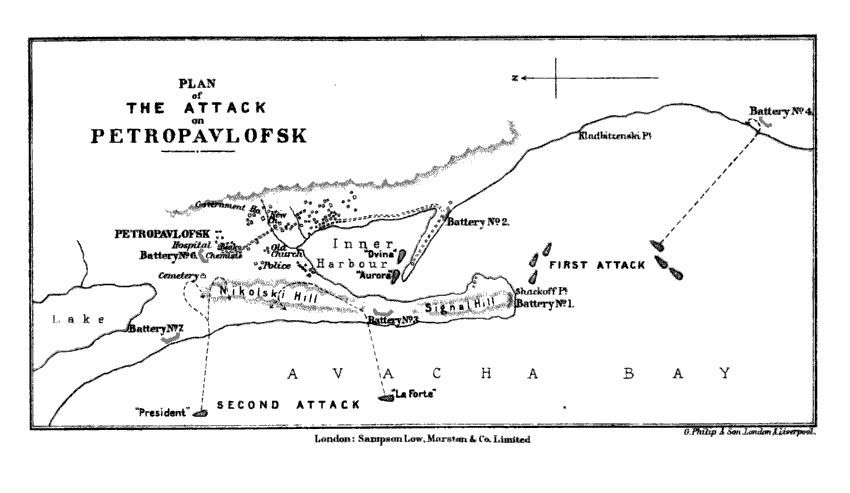
Карта атаки англо-французской эскадры

После появления близ Авачинской бухты объединённой англо-французской эскадры 22 августа 1854 года Мровинский был назначен В. С. Завойко «для передачи приказаний моих во время боя». В бою 24 августа получил тяжёлое ранение в бедро навылет. Несмотря на заслуги Мровинского, Завойко в своём рапорте от 7 сентября 1854 года ограничился беглым упоминанием, что тот при нём «состоял». К награде молодой инженер представлен не был, но Николай I, узнав, как высоко оборонительные сооружения Петропавловска были оценены неприятелем, распорядился досрочно присвоить Мровинскому звание инженер-капитана.
В 1862 году инженер-подполковник, заведующий работами по Второму сухопутному госпиталю и Императорской медико-хирургической академии. На 1869 год состоял при Главном инженерном управлении в звании инженер-полковника.
Покушение на Александра II
Генерал-майор с 30 августа 1879 года. Будучи начальником технической службы городской полиции при градоначальнике Санкт-Петербурга 28 февраля 1881 года, участвовал в осмотре сырной лавки Кобозева на предмет обнаружения подготовки покушения на императора Александра II. Мровинский заметил деревянную обшивку, за которой помещалась вынутая из подкопа земля; на полу лавки отчётливы были пятна сырости от свежевырытого грунта. Несмотря на явные признаки земляных работ, указывающих на подкоп из помещения, он удовлетворился объяснениями Кобозева-Богдановича, ограничившись формальным осмотром помещения.

По осмотру судебным следователем при участии экспертов: генерал-майора Фёдорова, военного инженера штабс-капитана Родивановского, командира гальванической роты полковника Лисовского и офицеров той же роты: штабс-капитана Линденера и поручика Тишкова как внутренности лавки и смежных к ней помещении, так и самого подкопа, исследованного с помощью поименованных экспертов и нижних чинов гальванической роты, оказалось в общих и наиболее существенных чертах нижеследующее: в самой лавке на прилавке разложены сыры и оставлены разные записки, не имеющие значения по своему содержанию; в стоящих здесь же бочке и кадке, под соломою и за деревянною обшивкою нижней части, задней и боковых стен, сложена земля. В смежном жилье такая же земля найдена под сиденьем дивана и рядом, в подвальных помещениях, девять деревянных ящиков, наполненных землёю, и шесть мокрых мешков, в которых, по-видимому, носили землю. В разных местах разбросаны землекопные и минные инструменты, как то: бурав с его принадлежностями, ручной фонарик с лампочкой и прочее. В жилье стена, под первым от входа окном, пробита и в ней открывается отверстие, ведущее в подземную галерею, обложенную внутри досками и простирающуюся на две с лишком сажени до средины улицы. В отверстии оказалась склянка с жидкостью (двухромокислым калием) для заряжения гальванической батареи системы Грене, 4 элемента которой найдены тут же в корзине. От батареи шли по мине проводы, оканчивавшиеся зарядом. По заключению генерал-майора Фёдорова, заряд этот состоял из системы чёрного динамита, количеством около двух пудов, капсюля с гремучей ртутью и шашки пироксилина, пропитанного нитроглицерином. Такая система вполне обеспечивала взрыв, от которого должна была образоваться среди улицы воронка до двух с половиной сажен в диаметре, а в соседних домах были бы вышиблены оконные рамы и могли бы обвалиться печи и потолки. Что же касается до земли, найденной в лавке Кобозева, то, по заключению полковника Лисовского, количество её соответствует объёму земли, вынутой из галереи.— Выдержка из обвинительного акта процесса по «делу 1 марта»
1 (13) марта 1881 года Александр II погиб при террористическом акте, осуществлённом несколькими членами организации «Народная воля» в Санкт-Петербурге на набережной Екатерининского канала с помощью самодельных метательных снарядов.
25-29 ноября 1881 г. в Петербургской судебной палате при закрытых дверях состоялся суд над Мровинским и его помощниками — полицейским приставом П. П. Теглевым и начальником канцелярии градоначальства В. В. Фурсовым. Обвинял «за бездействие власти» прокурор Н. В. Муравьёв, незадолго до этого отправивший на виселицу первомартовцев. Защищали: Мровинского — В. Д. Спасович, Теглева — В. Н. Герард, Фурсова — А. Я. Пассовер. Обвиняемым инкриминировался тот факт, что во время технического осмотра 28 февраля 1881 г. сырной лавки Кобозевых они не обнаружили в ней народовольческого подкопа под Малую Садовую улицу с целью цареубийства.
Адвокаты построили всю защиту на доказательстве непреложного тезиса: Мровинский и его помощники действовали законно, в их компетенцию входил осмотр, причём только технический, а не обыск. Судебная палата признала всех подсудимых виновными, но кассационный департамент Правительствующего сената отменил обвинительный приговор по отношению к Теглеву. По приговору суда Мровинский был разжалован и сослан в Архангельскую губернию. По ходатайству дочери Евгении он был частично помилован и вернулся в Санкт-Петербург, где жил у сына Александра.
89-летний «генерал-майор в отставке Константин Иосифович Мровинский» умер в Москве 9/22 апреля 1917 года «от острого гнойного воспаления». Отпет 14 апреля викарным священником московской римско-католической церкви Петра и Павла Иосифом Хруцким и похоронен на Миусском кладбище.

## Семья
Жена Александра Алексеевна Мровинская (Масалина, Массалин), из семьи богатого финского фабриканта, торговавшего лесоматериалами. После развода с Мровинским в 1872 году вышла замуж за полковника М. А. Домонтовича. В этом браке родилась Александра Михайловна Домонтович (Коллонтай), притом он был заключён перед самым её рождением..
Второй брак К. И. Мровинского неизвестен. Третьим браком «бывший генерал-майор Константин Иосифович Мравинский», 78 лет, венчался с 47-летней «дворянкой вдовой» Антониной Евграфовной Сафоновой; венчание состоялось 16 октября 1906 года в московской Троицкой церкви на Арбате.
Дети
- Александр Константинович Мровинский (1859—1918) — выпускник Императорского училища правоведения, состоял членом консультации при Министерстве юстиции, окружной юрисконсульт военно-окружного совета Петроградского военного округа, тайный советник[5], жена Елизавета Николаевна (1871—1958) происходила из дворянского рода Филковых, их сын Евгений Александрович Мравинский — выдающийся советский дирижёр, Герой Социалистического Труда.
- Аглаида (Адель) Константиновна Каменева (Домонтович) (1863—1942) — в первом браке замужем за действительным тайным советником К. И. Домонтовичем, вышла замуж второй раз за офицера Конного лейб-гвардии полка, флигель-адъютанта Николая Михайловича Каменева. Скончалась в блокадном Ленинграде.
- Евгения Константиновна Корибут-Дашкевич (1864—1914) — оперная певица (сценический псевдоним Евгения Мравина), солистка Мариинского театра (1886—1900 гг.).

## Награды
- Св. Анны 3 ст. с бантом (1854)
- Св. Станислава 2 ст. (1860) с короной (1864)[источник не указан 629 дней]
- Бриллиантовый перстень с вензелем имени Его Величества (1876)[6]